# U.S. Men’s Clay Court Championships
A U.S. Men's Clay Court Championships, minden év áprilisában megrendezett tenisztorna férfiak számára Houstonban. 
Az ATP World Tour 250 Seriesbe tartozik, összdíjazása 519 775 dollár. A versenyen 32 játékos vehet részt.
A mérkőzéseket szabad téren, salakos pályákon játsszák, 1910 óta. Korábban ez volt az Amerikai Egyesült Államok hivatalos salakpályás bajnoksága, amit nevében máig megőrzött.

## Győztesek

### Egyéni (1969 óta)
| Év                          | Győztes            | Ellenfél a döntőben | Eredmény a döntőben |
| Houston, Texas              |                    |                     |                     |
| 2015                        | Jack Sock          | Sam Querrey         | 7-6(9), 7-6(2)      |
| 2014                        | Fernando Verdasco  | Nicolás Almagro     | 6-3, 7-6(4)         |
| 2013                        | John Isner         | Nicolás Almagro     | 6-3, 7-5            |
| 2012                        | Juan Mónaco        | John Isner          | 6-2, 3-6, 6-3       |
| 2011                        | Ryan Sweeting      | Nisikori Kei        | 6-4, 7-6            |
| 2010                        | Juan Ignacio Chela | Sam Querrey         | 5-7, 6-4, 6-3       |
| 2009                        | Lleyton Hewitt     | Wayne Odesnik       | 6-2, 7-5            |
| 2008                        | Marcel Granollers  | James Blake         | 6-4, 1-6, 7-5       |
| 2007                        | Ivo Karlović       | Mariano Zabaleta    | 6-4, 6-1            |
| 2006                        | Mardy Fish         | Jürgen Melzer       | 3-6, 6-4, 6-3       |
| 2005                        | Andy Roddick       | Sébastien Grosjean  | 6-2, 6-2            |
| 2004                        | Tommy Haas         | Andy Roddick        | 6-3, 6-4            |
| 2003                        | Andre Agassi       | Andy Roddick        | 3-6, 6-3, 6-4       |
| 2002                        | Andy Roddick       | Pete Sampras        | 7-6(9), 6-3         |
| 2001                        | Andy Roddick       | Li Hjungtajk        | 7-5, 6-3            |
| Orlando, Florida            |                    |                     |                     |
| 2000                        | Fernando González  | Nicolás Massú       | 6-2, 6-3            |
| 1999                        | Magnus Norman      | Guillermo Cañas     | 6-0, 6-3            |
| 1998                        | Jim Courier        | Michael Chang       | 7-5, 3-6, 7-5       |
| 1997                        | Michael Chang      | Grant Stafford      | 4-6, 6-2, 6-1       |
| Pinehurst, Észak-Karolina   |                    |                     |                     |
| 1996                        | Fernando Meligeni  | Mats Wilander       | 6-4, 6-2            |
| 1995                        | Thomas Enqvist     | Javier Frana        | 6-3, 3-6, 6-3       |
| Birmingham, Alabama         |                    |                     |                     |
| 1994                        | Jason Stoltenberg  | Gabriel Markus      | 6-3, 6-4            |
| Charlotte, Észak-Karolina   |                    |                     |                     |
| 1993                        | Horacio de la Peña | Jaime Yzaga         | 3-6, 6-3, 6-4       |
| 1992                        | MaliVai Washington | Claudio Mezzadri    | 6-3, 6-3            |
| 1991                        | Jaime Yzaga        | Jimmy Arias         | 6-3, 7-5            |
| Kiawah Island, Dél-Karolina |                    |                     |                     |
| 1990                        | David Wheaton      | Mark Kaplan         | 6-4, 6-4            |
| Charleston, Dél-Karolina    |                    |                     |                     |
| 1989                        | Jay Berger         | Lawson Duncan       | 6-4, 6-3            |
| 1988                        | Andre Agassi       | Jimmy Arias         | 6-2, 6-2            |
| Indianapolis, Indiana       |                    |                     |                     |
| 1987                        | Mats Wilander      | Kent Carlsson       | 7-5, 6-3            |
| 1986                        | Andrés Gómez       | Thierry Tulasne     | 6-4, 7-6            |
| 1985                        | Ivan Lendl         | Andrés Gómez        | 6-1, 6-3            |
| 1984                        | Andrés Gómez       | Taróczy Balázs      | 6-0, 7-6            |
| 1983                        | Jimmy Arias        | Andrés Gómez        | 6-4, 2-6, 6-4       |
| 1982                        | José Higueras      | Jimmy Arias         | 7-5, 5-7, 6-3       |
| 1981                        | José Luis Clerc    | Ivan Lendl          | 4-6, 6-4, 6-2       |
| 1980                        | José Luis Clerc    | Mel Purcell         | 7-5, 6-3            |
| 1979                        | Jimmy Connors      | Guillermo Vilas     | 6-1, 2-6, 6-4       |
| 1978                        | Jimmy Connors      | José Higueras       | 7-5, 6-1            |
| 1977                        | Manuel Orantes     | Jimmy Connors       | 6-1, 6-3            |
| 1976                        | Jimmy Connors      | Wojtek Fibak        | 6-2, 6-4            |
| 1975                        | Manuel Orantes     | Arthur Ashe         | 6-2, 6-2            |
| 1974                        | Jimmy Connors      | Björn Borg          | 5-7, 6-3, 6-4       |
| 1973                        | Manuel Orantes     | Georges Goven       | 6-4, 6-1, 6-4       |
| 1972                        | Bob Hewitt         | Jimmy Connors       | 7-6, 6-1, 6-2       |
| 1971                        | Željko Franulović  | Cliff Richey        | 6-3, 6-4, 0-6, 6-3  |
| 1970                        | Cliff Richey       | Stan Smith          | 6-2, 10-8, 3-6, 6-1 |
| 1969                        | Željko Franulović  | Arthur Ashe         | 8-6, 6-3, 6-4       |

### Páros (1990 óta)
| Év                          | Győztes                                | Ellenfelek a döntőben                | Eredmény a döntőben |
| Houston, Texas              |                                        |                                      |                     |
| 2015                        | Ričardas Berankis / Tejmuraz Gabasvili | Treat Conrad Huey / Scott Lipsky     | 6-4, 6-4            |
| 2014                        | Bob Bryan / Mike Bryan                 | David Marrero / Fernando Verdasco    | 4-6, 6-4, 11-9      |
| 2013                        | Jamie Murray / John Peers              | Bob Bryan / Mike Bryan               | 1-6, 7-6(3), 12-10  |
| 2012                        | James Blake / Sam Querrey              | Treat Conrad Huey / Dominic Inglot   | 7-6, 6-4            |
| 2011                        | Bob Bryan / Mike Bryan                 | John Isner / Sam Querrey             | 6-7, 6-2, 10-5      |
| 2010                        | Bob Bryan / Mike Bryan                 | Stephen Huss / Wesley Moodie         | 6-3, 7-5            |
| 2009                        | Bob Bryan / Mike Bryan                 | Jesse Levine / Ryan Sweeting         | 6-1, 6-2            |
| 2008                        | Ernests Gulbis / Rainer Schüttler      | Pablo Cuevas / Marcel Granollers     | 7-5, 7-6(3)         |
| 2007                        | Bob Bryan / Mike Bryan                 | Mark Knowles / Daniel Nestor         | 7-6, 6-4            |
| 2006                        | Michael Kohlmann / Alexander Waske     | Julian Knowle / Jürgen Melzer        | 5-7, 6-4, 10-5      |
| 2005                        | Mark Knowles / Daniel Nestor           | Martín García / Luis Horna           | 6-3, 6-4            |
| 2004                        | James Blake / Mardy Fish               | Rick Leach / Brian MacPhie           | 6-3, 6-4            |
| 2003                        | Mark Knowles / Daniel Nestor           | Jan-Michael Gambill / Graydon Oliver | 6-4, 6-3            |
| 2002                        | Mardy Fish / Andy Roddick              | Jan-Michael Gambill / Graydon Oliver | 6-4, 6-4            |
| 2001                        | Mahes Bhúpati / Lijendar Pedzs         | Kevin Kim / Jim Thomas               | 7-6(4), 6-2         |
| Orlando, Florida            |                                        |                                      |                     |
| 2000                        | Lijendar Pedzs / Jan Siemerink         | Justin Gimelstob / Sébastien Lareau  | 6-3, 6-4            |
| 1999                        | Jim Courier / Todd Woodbridge          | Bob Bryan / Mike Bryan               | 7-6, 6-4            |
| 1998                        | Grant Stafford / Kevin Ullyett         | Michael Tebbutt / Mikael Tillström   | 4-6, 6-4, 7-5       |
| 1997                        | Mark Merklein / Vince Spadea           | Alex O'Brien / Jeff Salzenstein      | 6-4, 4-6, 6-4       |
| Pinehurst, Észak-Karolina   |                                        |                                      |                     |
| 1996                        | Pat Cash / Patrick Rafter              | Ken Flach / David Wheaton            | 6-2, 6-3            |
| 1995                        | Mark Woodforde / Todd Woodbridge       | Alex O'Brien / Sandon Stolle         | 6-2, 6-4            |
| Birmingham, Alabama         |                                        |                                      |                     |
| 1994                        | Grant Connell / Todd Martin            | Brett Steven / Jason Stoltenberg     | 2-6, 6-3, 6-2       |
| Charlotte, Észak-Karolina   |                                        |                                      |                     |
| 1993                        | Rikard Bergh / Trevor Kronemann        | Javier Frana / Leonardo Lavalle      | 6-1, 6-2            |
| 1992                        | Steve DeVries / David Macpherson       | Brett Garnett / Jared Palmer         | 6-4, 7-6            |
| 1991                        | Rick Leach / Jim Pugh                  | Brett Garnett / Greg Van Emburgh     | 6-3, 2-6, 6-3       |
| Kiawah Island, Dél-Karolina |                                        |                                      |                     |
| 1990                        | Scott Davis / David Pate               | Jim Grabb / Leonardo Lavalle         | 6-2, 6-3            |

## Külső hivatkozások
- ATP-profil
- Hivatalos oldal